# Zinaida Anestiadi
Zinaida Anestiadi (n. 1 septembrie 1938, Sărătenii Vechi, Telenești – d. 27 septembrie 2017, Chișinău) a fost o endocrinologă moldoveancă.

## Biografie
A studiat la Institutul de Stat de Medicină din Chișinău. După ce l-a absolvit, în 1961, se specializează în endocrinologie la Harkov, Moscova, Leningrad și Kiev. În Kiev, în anul 1981, își susține teza de doctorat cu tema Rolul factorului de vârstă în prevalarea Diabetului zaharat și influența lui asupra regresului procesului patologic, devenind astfel doctor habilitat în științe medicale.
A lucrat ca medic endocrinolog la Spitalul Clinic Republican. În 1964 a fost numită șef de secție pe Secția endocrinologie, inaugurată în același an din ordinul Ministerului Sănătății. Din 1974 este președinte a Societății Științifice Republicane a Endocrinologilor și specialist principal endocrinolog al Ministerului Sănătății. Din 1978 este șef catedră endocrinologie la Universitatea de Medicină și Farmacie Nicolae Testemițanu, iar din 1984 profesor universitar. În 2009 a fost fondată Clinica de Endocrinologie din Moldova, condusă de Zinaida Anestiadi.
Anestiadi a promovat și argumentat metoda de tratament combinat cu iod radioactiv și mercazolilă a bolnavilor cu gușă toxică difuză. A elaborat o metodă nouă pentru diagnosticarea diabetului zaharat. Printre studiile publicate de ea se numără:
- Dinamica hormonilor tiroidieni în sânge la bolnavii de gușă toxică difuză (Chișinău, 1969)
- Depistarea precoce și tratarea stadiilor incipiente ale diabetului zaharat (Chișinău, 1978)

Este membru al Academiei de Științe Medicale din New York din 1994, președinte al Societății Endocrinologilor din Republica Moldova, membru al prezidiului Societății Endocrinologilor din Rusia (începând cu anul 1992). A participat la numeroase reuniuni științifice internaționale de specialitate (Moscova, Leningrad, București, Brașov etc.)
A decedat pe 27 septembrie 2017, la vîrsta de 79 de ani. 

## Viață personală
În 1956 s-a căsătorit cu medicul Vasile Anestiadi, doctor habilitat în științe medicale, care a fondat, în 1991, Centrul științific de patobiologie și patologie al A.Ș.M. Fiul lor, Vasile junior, este și el doctor în medicină.